# Neoprotozoophaga
Neoprotozoophaga ist eine Gattung der Spulwürmer mit zwei Arten. Sie sind Parasiten bei Froschlurchen und Reptilien.

## Merkmale
Der Körper ist schwach quergestreift. Die Mundöffnung wird von drei Lippen ohne Papillen umgeben. Der Ösophagus ist zylindrisch und am Ende zu einem Bulbus erweitert. Männchen haben Seitenflügel und neun bis zwölf Paare von Schwanzpapillen. Der Schwanz hat einen Enddorn. Die Vulva liegt in der vorderen Körperhälfte, der Schwanz der Weibchen ist fadenförmig. Die Erstbeschreiber wiesen nur ein bootförmiges Spiculum aus, dabei handelt es sich aber offensichtlich um das Gubernaculum.

## Systematik
Die Erstbeschreiber ordneten das Taxon den Oxyuridae zu. Es ist aber eindeutig, dass es sich um Cosmocercinae handelt. Da die Erstbeschreibung lückenhaft ist, könnte es sich bei den Arten auch um Vertreter der Gattung Maxvachonia handeln. Dennoch wird die Gattung in der aktuellen Literatur als akzeptiert geführt und es werden zwei Arten ausgewiesen:
- Neoprotozoophaga bufonis Biswas & Chakravarty, 1963
- Neoprotozoophaga natrixi Biswas & Chakravarty, 1963